# Chlorion splendidum
Chlorion splendidum är en biart som beskrevs av Johan Christian Fabricius 1804.
Chlorion splendidum ingår i släktet Chlorion och familjen grävsteklar. Inga underarter finns listade i Catalogue of Life.